# 查映嵐
查映嵐（1986年—），是一位香港女社運人士、文學和藝術評論家，亦是學術評論網站微批的創辦人和文學雜誌《字花》的編輯，曾獲得2020年香港藝術發展獎藝術新秀獎。

## 生平
查映嵐於1980年代在香港出生，中五時到英國留學，後考入倫敦大學學院攻讀歷史學，畢業後一度回港，兩年後返回倫敦大學學院修讀藝術史文學碩士。碩士畢業後曾於海沃德美術館擔任研究助理，亦曾於拍賣行工作，但因認為相關工作與她學習的知識和興趣相差太遠，兩年後辭職回港，並開始撰寫藝術評論，曾評論過傑夫·沃爾、傑瑞文·戴勒等西方藝術家以及中國當代藝術。查初時是用英文寫作，並只是在博客上發表。直至2012年《主場新聞》剛剛成立時，藝術版編輯偶然看到查的文章，遂邀請她在《主場新聞》撰寫評論，同時查亦於香港城市大學進行藝術教育研究和藝術行政工作。查亦是活躍的社運人士，並參與了雨傘運動。查在雨傘運動時辭去工作，改以自由撰稿人形式寫作，並兼職為民間研究機構進行研究和訪問。2015年初，查加入文學雜誌《字花》擔任評論版編輯，但因其政治立場且沒有文學背景而曾被《大公報》批評。她亦在同年創辦學術評論網站微批，並開始在《立場新聞》、《香港01》、《明報》和《蘋果日報》等其他媒體撰寫展覽評論和書評。2016年9月，查在會展的文化藝術界慶回歸酒會上向時任特首梁振英抗議，遭列席者辱罵為「妓女」，並被保安粗暴推離現場。此外，查在2016年曾與台灣作家楊天帥合作出版評論集《農人の野望：大地藝術祭與港日鄉城連結》，又於同年年底與周博賢、周俊輝、楊雪盈等另外14名文化工作者一同組成了「文化同行」團隊並參選特首選舉委員會體育、演藝、文化及出版界功能界別下的文化小組，然而最終所有成員均落敗，當中查獲得351票。此後查亦開始在香港電台節目《五夜講場－文學放得開》中擔任嘉賓主持，累積了大量粉絲。2020年，查奪得第十四屆香港藝術發展獎藝術評論新秀獎，以表揚其對視覺創意和視覺行動主義的貢獻。查亦自2020年開始進行東南亞草根藝術網路研究，探討香港、台灣等地的藝術單位和個體之間的歷史脈絡。查目前於加州大學聖克魯茲分校攻讀博士學位。
此外，查映嵐是香港偶像團體MIRROR以及男藝人姜濤的粉絲，曾多次參與追星活動以及撰寫有關MIRROR熱潮的評論文章。

## 著作
- 楊天帥、査映嵐（2016）：《農人の野望：大地藝術祭與港日鄉城連結》。香港：伍集成文化教育基金會。[4]

## 註腳
1. ↑  部份媒體將查映嵐的姓氏誤寫為「柴」[3][7]。